# Glencoe (Kentucky)
Glencoe é uma cidade localizada no estado americano de Kentucky, no Condado de Gallatin.

## Demografia
Segundo o censo americano de 2000, a sua população era de 251 habitantes.
Em 2006, foi estimada uma população de 250, um decréscimo de 1 (-0.4%).

## Geografia
De acordo com o United States Census Bureau tem uma área de
0,7 km², dos quais 0,7 km² cobertos por terra e 0,0 km² cobertos por água. Glencoe localiza-se a aproximadamente 167 m acima do nível do mar.

## Localidades na vizinhança
O diagrama seguinte representa as localidades num raio de 20 km ao redor de Glencoe.